# Naturschutzgebiet Liemecke und Hangwälder um Elkeringhausen
Das Naturschutzgebiet Liemecke und Hangwälder um Elkeringhausen ist ein 38,7 ha großes Naturschutzgebiet (NSG) östlich von Elkeringhausen im Stadtgebiet von Winterberg. Der Teilbereich Trolliuswiese wurde erstmals 1987 per Verordnung der Bezirksregierung Arnsberg mit Namen Naturschutzgebiet Trolliuswiese als NSG ausgewiesen. 2008 kam es mit dem Landschaftsplan Winterberg zur erneuten Ausweisung durch den Hochsauerlandkreis mit einer vielfach größerer Fläche. Das Gebiet umfasst Grünland und Wald. Das Grünland wird meist mit Rindern beweidet.

## Biotope und Arten
Das Naturschutzgebiet Liemecke und Hangwälder um Elkeringhausen besteht aus unterschiedlichen Biotopen. Der Talschluss besteht aus Magerwiesen, auf denen zahlreiche gefährdete Pflanzen vorkommen. Es gibt Quellgebiete von Bächen, artenreiche Magerwiesen und Borstgrasrasen und Feuchtwiesen, die teilweise beweidet werden. Der Bewuchs an den Hängen besteht hauptsächlich aus Hainsimsen-Buchenwäldern mit teilweise großem Altholzbestand. Die Hänge werden von Kerbtälern durchzogen, in denen nur zeitweise Wasser führende Bäche fließen.
Auf dem Grünland und den Weiden kommen Glatthafer, Lolch und Weißklee vor. Auf den Kleinseggenrieden sind Bräunliche Segge und Schnabel-Segge vorhanden. Auch zahlreiche gefährdete Pflanzenarten wie die Trollblume, der Fieberklee, sowie das Breitblättrige Knabenkraut sind hier zu finden.

## Schutzziel und Gefährdungen
Als sogenanntes Schutzziel dieses Naturschutzgebietes ist die Erhaltung des landwirtschaftlich extensiv genutzten Talschlusses definiert. Darüber hinaus soll der Wald mit seinen Lebensräumen, seinen natürlichen Quellbächen und sogenannte kulturhistorisch wertvolle Strukturen in Form von historischen Hohlwegen, ehemaligen Meilerplätzen und Resten einer Niederwaldkultur erhalten und geschützt werden.
Als Gefährdung des Gebietes wird die Düngung bestimmter empfindlicher Bereiche durch die Landwirtschaft, das Schlagen von Altholzbäumen in den Wäldern und die menschlichen Siedlungen an dessen Rand aufgefasst. Daher soll im Naturschutzgebiet Liemecke und seinen Hangwäldern die Düngung unterbleiben, die bisherige extensive Grünlandbewirtschaftung mit Mahd und Beweidung durch Vieh beibehalten werden, in den Wäldern sollen Laubholz-Altholzbäume stehen bleiben, der Laubholzbewuchs erhalten und eine naturnahe Waldbewirtschaftung betrieben werden. Die im unteren Talgrund vorhandenen und als nicht sehr wertvoll beschriebenen Fischteiche sollen in Artenschutzgewässer umgewandelt werden.